# Kreis Husum
Der Kreis Husum war von 1867 bis 1970 ein Kreis in der preußischen Provinz Schleswig-Holstein bzw. in Schleswig-Holstein. Kreisstadt war Husum. Durch die Kreisgebietsreform von 1970 wurde der Kreis Husum mit den Kreisen Eiderstedt und Südtondern zum neuen Kreis Nordfriesland mit Sitz der Kreisverwaltung in Husum vereinigt. Der Kreis Nordfriesland ist Rechtsnachfolger des Kreises Husum.

## Geographie

### Lage
Der Kreis gehörte zum Landesteil Schleswig und lag an der schleswig-holsteinischen Westküste.

### Nachbarkreise
Der Kreis grenzte Anfang 1970 im Uhrzeigersinn im Norden beginnend an die Kreise Südtondern, Flensburg-Land, Schleswig und Eiderstedt. Im Westen grenzte er an die Nordsee.

## Geschichte
Der Kreis Husum wurde 1867 im Rahmen der Gründung der Provinz Schleswig-Holstein „aus der Stadt Husum; den Aemtern Husum und Bredstedt mit dem Flecken Bredstedt und den enklavirten adeligen Gütern und Köögen, sowie aus den Inseln Nordstrand und Pellworm und sämmtligen Halligen“ gebildet. Zu seinen vor dem Deutsch-Dänischen Krieg bestehenden Gebieten zählt die Nordergoesharde sowie Südergoesharde der historischen Ämter und Harden in Schleswig.
Bei Bildung der Amtsbezirke 1889 bestand der Kreis aus der Kreisstadt Husum und dem Flecken Bredstedt, sowie aus 25 Gemeinden und drei Gutsbezirken, die sich wie folgt auf die 13 Amtsbezirke verteilten:
| Amtsbezirk Bordelum - Kirchspielslandgemeinde Bordelum - Reußenköge - Gutsbezirk Hamburger Hallig - Gutsbezirk Vorufer Amtsbezirk Breklum - Kirchspielslandgemeinde Breklum Amtsbezirk Drelsdorf - Kirchspielslandgemeinde Drelsdorf Amtsbezirk Hattstedt - Kirchspielslandgemeinde Hattstedt - Kirchspielslandgemeinde Olderup - Kirchspielslandgemeinde Schobüll Amtsbezirk Joldelund - Kirchspielslandgemeinde Joldelund | Amtsbezirk Langenhorn - Kirchspielslandgemeinde Bargum - Kirchspielslandgemeinde Langenhorn - Ockholm Amtsbezirk Mildstedt - Kirchspielslandgemeinde Mildstedt - Simonsberg Amtsbezirk Nordstrand - Elisabeth-Sophien-Koog - Nordstrand Amtsbezirk Ostenfeld - Kirchspielslandgemeinde Ostenfeld - Teile des Forstgutsbezirks Gottorf | Amtsbezirk Pellworm - Gröde - Hooge - Langeneß - Nordmarsch - Oland - Pellworm Amtsbezirk Schwabstedt - Kirchspielslandgemeinde Schwabstedt - Teile des Forstgutsbezirks Gottorf Amtsbezirk Schwesing - Kirchspielslandgemeinde Schwesing - Teile des Forstgutsbezirks Gottorf Amtsbezirk Viöl - Kirchspielslandgemeinde Viöl |

Die Gutsbezirke wurden 1928 aufgelöst und den angrenzenden Gemeinden zugeschlagen. Zum Zwecke von Einsparungen bei den öffentlichen Haushalten wurde am 1. Oktober 1932 in Preußen eine Kreisreform durchgeführt, bei der zahlreiche kleinere Kreise aufgelöst wurden. Dabei wurden in der Provinz Schleswig-Holstein unter anderem die beiden Kreise Eiderstedt und Husum zusammengeschlossen. Der ursprünglich für den neuen Kreis vorgesehene Name Husum wurde durch Beschluss des Preußischen Staatsministeriums vom 27. September 1932 in Husum-Eiderstedt geändert. Der Zusammenschluss wurde genau wie die Zusammenlegung der Kreise Norder- und Süderdithmarschen im folgenden Jahr wieder rückgängig gemacht.
Die Kirchspielslandgemeinden im Kreis Husum wurden 1934 aufgelöst. Aus ihren Dorfschaften wurden eigenständige Gemeinden gebildet, die teilweise im selben Jahr noch zu größeren Gemeinden zusammengelegt wurden. Der Kreis umfasste 1945 zwei Städte und 65 weitere Gemeinden.

### NS-Zeit
Im Kreis Husum bildeten sich in den Jahren 1928 und 1929 zahlreiche NSDAP-Ortsgruppen.  Bei der Reichstagswahl Juli 1932 entfielen in den damaligen drei Landkreisen Nordfrieslands, Eiderstedt, Husum und Südtondern, etwa zwei Drittel der Stimmen auf die NSDAP. Damit wurde das Gesamtergebnis in Schleswig-Holstein, das bereits mit 51 % das höchste aller Wahlkreise im Deutschen Reich darstellte, noch weit übertroffen. In einzelnen Dörfern entscheiden sich sogar 100 % der Wähler für die NSDAP. Am Tag der „Machtergreifung“, dem 30. Januar 1933, feierten die Nationalsozialisten in mehreren Orten mit Fackelzügen der SA. Über 1200 „Braunhemden“ marschieren am folgenden Tag durch Husum. Nach der „Machtergreifung“ festigte die NSDAP ihre Herrschaft im Kreis Husum weiter und beseitigte die Demokratie. Die Diktatur zeigte ihr Doppelgesicht einerseits mit großen Aufmärschen und Feiern, die an das Gemeinschaftsgefühl appellierten, andererseits mit Druck, Willkür, Gewalt und Ausgrenzung gegenüber Andersdenkenden.
Bei der Reichstagswahl März 1933 verfehlt die NSDAP zwar im Deutschen Reich mit 43,9 % die absolute Mehrheit, in Nordfriesland jedoch erzielt sie ihr Spitzenergebnis im Kreis Südtondern mit 73,5 %, eines der höchsten Resultate, und im Kreis Husum immerhin 68,5 % sowie 63,2 % im Kreis Eiderstedt. Die Kommunalwahlen am 12. März 1933 legten den Grundstein für die Machtübernahme auf Gemeinde- und Kreisebene. Missliebige Landräte und Bürgermeister wurden abgesetzt, Andersdenkende aus den kommunalen Vertretungen vertrieben und verfolgt. Vielerorts in Nordfriesland, so auch im Kreis Husum, wurden politisch Andersdenkende in „Schutzhaft“ genommen oder in erste Konzentrationslager eingeliefert. Der Willkür war Tür und Tor geöffnet. Neben Kommunisten und Sozialdemokraten verfolgten die Nationalsozialisten auch Angehörige „nationaler“ Verbände, wie Stahlhelm oder Jungdeutscher Orden sowie zum Beispiel Freimaurer und die Zeugen Jehovas.
Der Landrat des Kreises Husum von 1936 bis 1944, Werner Kalmus, war während seiner Abordnung als Kreishauptmann im Kreis Cholm, im Distrikt Lublin des besetzten polnischen Generalgouvernements von Oktober 1939 bis Februar 1940 mitverantwortlich für die Judenverfolgung. Landrat Henning von Rumohr wurde Generalkommissar von Weißrussland im Reichskommissariat Ostland, in dem viele Verwaltungsbeamte aus Schleswig-Holstein eingesetzt waren, weswegen es als „Schleswig-Holsteins Kolonie“ bezeichnet wurde, und als solcher ebenfalls mitverantwortlich für die Judenvernichtung.

#### Deichbau
Im Jahre 1933 begannen die Nationalsozialisten mit dem Bau von Mustersiedlungen an der deutschen Nordseeküste, mittels Deichbau und Trockenlegung des Watts, wie beispielsweise im Adolf-Hitler-Koog im Kreis Dithmarschen. Das aufwendige Projekt erhielt internationale Anerkennung, es war allerdings auch ein Ablenkungsmanöver der NS-Propaganda. Allein zwischen Mai 1933 und Herbst 1934 arbeiteten 9.500 Männer, überwiegend im Rahmen des Pflicht NS-Reichsarbeitsdienstes an der Westküste, dort, wo die NSDAP bei Wahlen ihre besten Ergebnisse erzielt hatte. Die Bauarbeiter, meist Arbeitslose aus dem Umland, mussten ohne moderne Maschinen die Deiche errichten. Später wurden auch Zwangsarbeiter und Kriegsgefangene in Nordfriesland zum Deichbau und Küstenschutz eingesetzt.
So entstand in mühsamer Handarbeit bis Ende 1934 ein fast zehn Kilometer langer Erdwall, der bald nicht nur 1.333 Hektar Neuland vor der Flut schützte, sondern auch die 92 Bauernhöfe mitsamt Gasthaus und Schule darauf. Nach dem Plan von NSDAP-Gauleiter Hinrich Lohse sollte dies zum Großprojekt mit dem Ziel werden, „Lebensraum“ im Westen, Neuland für „arische“ Siedler, mitten in der Nordsee zu schaffen, überwiegend durch den „Reichsarbeitsdienst“. 1933/35 erfolgte der hochwasserfreie Ausbau des Nordstrander Dammes, einer rund 4,3 Kilometer lange Straße die die zum Kreis Husum gehörende Insel Nordstrand mit dem Festland verbindet und weitere Polder ermöglichte.
Langfristig sollte sogar das gesamte Wattenmeer zwischen Hamburg und Sylt verlandet und für den Ackerbau erschlossen werden. So sah es jedenfalls Lohses „Generalplan für die Landgewinnung in Schleswig-Holstein“ vor. Innerhalb weniger Jahre erhoben sich zehn neue Köge aus dem Meer, benannt etwa nach Luftwaffenchef Hermann Göring oder dem von Nazis als „Märtyrer“ verehrten Horst Wessel. Schon 1938 waren an der Küste Schleswig-Holsteins rund 5.600 Hektar Neuland entstanden, und 1.600 Landwirte hatten einen neuen Hof erhalten. Alle Neusiedler waren „reinrassige Arier“, und 91 der 92 einheitlich gestalteten Bauernhöfe wurden an „alte Kämpfer“ der NSDAP vergeben, die treue Parteigenossen seit mindestens 1930 waren. 1936 kamen Wirtschaftsminister Hjalmar Schacht und Reichsbauernführer Walther Darré zum Adolf-Hitler-Koog, um dort die sogenannte Neulandhalle einzuweihen. Sie sollte als eine Art Anti-Kirche für nationalsozialistische Schulungen und Feiern dienen, nach der Inschrift auf einer Glocke der Neulandhalle: „Blut und Boden sind die Grundlagen des deutschen Staates.“ Der „Lohse-Plan“ als gekacheltes Wandbild ist auch, neben anderen Kacheln mit Hakenkreuzen, Wandgemälden und weiteren NS-Verherrlichungen, in der Jugendherberge Husum zu sehen und steht seit 2013 unter Denkmalschutz. Das 1938 gebaute Heim wurde als Modell NS-Jugendherberge aufwendig gestaltet und 1939 eingeweiht.
Im September 1944 errichtete das NS-Regime das KZ-Außenlager Husum-Schwesing als Außenlager des KZ Neuengamme im Ortsteil Engelsburg, in das ca. 2.500 Häftlinge aus den besetzten Ländern im Norden, Osten und Westen Europas verschleppt wurden, um in Zwangsarbeit den sog. „Friesenwall“ aufzubauen. Bis zur Auflösung des Lagers am 27. Dezember 1944 starben in Husum-Schwesing schätzungsweise 300 bis 500 Männer unter den unmenschlichen Arbeitsbedingungen. Ein weiteres Außenlager mit ca. 1.000 Häftlingen, die am 1. November 1944 von der SS aus dem KZ-Außenlager Husum-Schwesing hierher verlegt wurden, befand sich im KZ Ladelund südlich der dänischen Grenze zum Ausbau von Panzergräben.

### Nachkriegszeit
Die Gebiete der Amtsbezirke änderten sich bis zur Auflösung des Kreises 1970 im Wesentlichen nicht. Es gab allerdings an der Küste einige Landgewinne und die Gemeinde Reußenköge schied 1929 aus dem Amtsbezirk Bordelum aus und wurde amtsfrei. Auch der Amtsbezirk Mildstedt verlor eine Dorfschaft 1929 und zwei Gemeinden 1938, die allesamt nach Husum eingemeindet wurden. Im Amtsbezirk Langeneß fusionierten 1941 die Gemeinden Nordmarsch und Oland mit Langeneß. 1948 wurden die Amtsbezirke aufgelöst und aus den Gebieten Ämter gebildet. Ihren Namen behielten die Ämter bis auf Bohmstedt (vormals Amtsbezirk Drelsdorf) und Wester-Ohrstedt (vormals Amtsbezirk Schwesing) bei.
Zum 1. April 1970 – also wenige Wochen vor der Auflösung des Kreises – wurden die Ämter Bredstedt-Land aus den Ämtern Bohmstedt, Breklum und Joldelund, Obere Arlau (1978 Umbenennung in Amt Viöl) aus den Ämtern Viöl und Wester-Ohrstedt sowie Treene aus den Ämtern Mildstedt, Ostenfeld und Schwabstedt gebildet. Zum selben Termin sollte aus den Gemeinden des Amtes Langenhorn und Bordelum und Reußenköge das Amt Stollberg gebildet werden. Dagegen klagten sowohl die Gemeinden des Amtes Langenhorn als auch Reußenköge. Reußenköge blieb amtsfrei und das Amt Langenhorn wurde schließlich zum 1. Januar 1972 aufgelöst.
Am 26. April 1970 wurde der Kreis aufgelöst. Seine Gemeinden bildeten zusammen mit den Gemeinden der Kreise Eiderstedt und Südtondern den Kreis Nordfriesland.

## Einwohnerentwicklung
| Jahr | Einwohner | Quelle |
| ---- | --------- | ------ |
| 1867 | 35.753    | [ 18 ] |
| 1890 | 36.042    | [ 19 ] |
| 1900 | 38.486    | [ 19 ] |
| 1910 | 41.090    | [ 19 ] |
| 1925 | 44.000    | [ 19 ] |
| 1939 | 46.591    | [ 19 ] |
| 1946 | 83.545    | [ 20 ] |
| 1950 | 78.446    | [ 19 ] |
| 1960 | 62.200    | [ 19 ] |
| 1968 | 66.300    | [ 21 ] |

## Landräte
- 1868–1889: Ludwig von Reventlow
- 1889–1920: Friedrich Werner Heinrich Nasse
- 1920–1933: Heinrich Clasen
- 1933–1936: von Lamprecht
- 1936–1944: Werner Kalmus
- 1940:00000 Henning von Rumohr (vertretungsweise)
- 1940–1941: Friedrich-Wilhelm Jenetzky
- 1941–1944: August Fröbe
- 1944–1945: August Kuhn
- 1946–1949: Christian Giencke (CDU)

## Gemeinden
Verwaltungsgliederung vom 25. April 1970

(Einwohner) (Fläche in ha) Stand 27. Mai 1970
| Amtsfreie Gemeinden - Bordelum (1.687) (3472) - Bredstedt, Stadt (4.164) (993) - Husum, Stadt (24.963) (1738) - Reußenköge (458) (3654) Amt Bohmstedt - Ahrenshöft (378) (862) - Bohmstedt (629) (1340) - Drelsdorf (868) (1765) Amt Breklum - Almdorf (352) (544) - Breklum (1661) (1006) - Högel (473) (1629) - Lütjenholm (273) (1078) - Sönnebüll (185) (412) - Struckum (716) (890) - Vollstedt (167) (618) Amt Hattstedt - Arlewatt (293) (569) - Hattstedt (1381) (701) - Hattstedtermarsch (345) (2310) - Horstedt (460) (1170) - Olderup (348) (994) - Schobüll (1382) (760) - Wobbenbüll (266) (169) | Amt Joldelund - Goldebek (346) (1018) - Goldelund (381) (1200) - Joldelund (580) (1914) - Kolkerheide (84) (214) Amt Langenhorn - Bargum (630) (1722) - Langenhorn (2519) (4747) - Ockholm (522) (1815) Amt Mildstedt - Ipernstedt (63) (303) - Mildstedt (1524) (568) - Oldersbek (454) (1082) - Rantrum (956) (1069) - Rosendahl (360) (303) - Simonsberg (683) (1542) - Südermarsch (153) (3073) Amt Nordstrand - Elisabeth-Sophien-Koog (59) (519) - Nordstrand (2925) (4491) | Amt Ostenfeld - Ostenfeld (Husum) (1031) (2762) - Winnert (739) (1887) - Wittbek (709) (1988) Amt Pellworm - Gröde (16) (278) - Hooge (174) (592) - Langeneß (200) (1108) - Pellworm (1506) (3714) Amt Schwabstedt - Fresendelf (81) (260) - Hollbüllhuus (90) (536) - Hude (204) (355) - Ramstedt (346) (542) - Schwabstedt (1049) (966) - Schwabstedter Westerkoog (35) (463) - Süderhöft (29) (260) - Wisch (105) (305) | Amt Wester-Ohrstedt - Ahrenviöl (394) (991) - Ahrenviölfeld (233) (727) - Hochviöl (71) (415) - Immenstedt (510) (1486) - Oster-Ohrstedt (431) (1130) - Schwesing (665) (1563) - Wester-Ohrstedt (851) (1853) Amt Viöl - Behrendorf (510) (1525) - Bondelum (215) (919) - Haselund (689) (1278) - Hoxtrup (149) (487) - Löwenstedt (648) (1960) - Norstedt (415) (1348) - Sollwitt (334) (1100) - Viöl (896) (993) |

## Ehemalige Gemeinden

### Kirchspielslandgemeinden
Die folgende Liste enthält die Kirchspielslandgemeinden des Kreises Husum, die am 1. Februar 1934 in mehrere Nachfolgegemeinden aufgeteilt wurden:
| Kirchspiels- landgemeinde | Nachfolgegemeinden |
| ------------------------- | --- |
| Breklum                   | Almdorf, Breklum, Högel, Lütjenholm, Sönnebüll, Struckum, Vollstedt                                                                                      |
| Drelsdorf                 | Ahrenshöft, Bohmstedt, Drelsdorf |
| Hattstedt                 | Hattstedt, Hattstedtermarsch, Horstedt, Wobbenbüll |
| Joldelund                 | Goldebek, Goldelund, Joldelund, Kolkerheide |
| Mildstedt                 | Ipernstedt, Mildstedt, Oldersbek, Osterhusum, Rantrum, Rödemis, Rosendahl, Südermarsch                                                                   |
| Olderup                   | Arlewatt, Olderup |
| Ostenfeld                 | Ostenfeld, Winnert, Wittbek |
| Schwabstedt               | Fresendelf, Hollbüllhuus, Hude, Ramstedt, Schwabstedt, Schwabstedter Westerkoog, Süderhöft, Wisch                                                        |
| Schwesing                 | Ahrenviöl, Ahrenviölfeld 1, Hochviöl, Immenstedt, Oster-Ohrstedt, Schwesing, Wester-Ohrstedt                                                             |
| Viöl                      | Behrendorf, Bondelum, Boxlund, Brook, Eckstock, Haselund, Hoxtrup, Kollund, Kragelund, Löwenstedt, Norstedt, Ostenau, Pobüll, Sollwitt, Spinkebüll, Viöl |

### Eingemeindungen
Die folgende Liste enthält die Gemeinden des Kreises Husum, die während seines Bestehens in andere Gemeinden eingegliedert wurden:
| Gemeinde   | eingemeindet nach | Datum der Eingemeindung |
| ---------- | ----------------- | ----------------------- |
| Boxlund    | Viöl              | 1. Dezember 1934        |
| Brook      | Haselund          | 1. Dezember 1934        |
| Eckstock   | Viöl              | 1. Dezember 1934        |
| Kollund    | Haselund          | 1. Dezember 1934        |
| Kragelund  | Hoxtrup           | 1. Dezember 1934        |
| Nordhusum  | Husum             | 21. März 1929           |
| Nordmarsch | Langeneß          | 1. April 1941           |
| Oland      | Langeneß          | 1. April 1941           |
| Ostenau    | Löwenstedt        | 1. Dezember 1934        |
| Osterhusum | Husum             | 1. April 1938           |
| Pobüll     | Sollwitt          | 1. Dezember 1934        |
| Rödemis    | Husum             | 1. April 1938           |
| Spinkebüll | Norstedt          | 1. Dezember 1934        |

## Kfz-Kennzeichen
Am 1. Juli 1956 wurde dem Kreis bei der Einführung der bis heute gültigen Kfz-Kennzeichen das Unterscheidungszeichen HUS zugewiesen. Es wurde bis zum 25. April 1970 ausgegeben.